# KV44
KV44 (Kings' Valley 44) è la sigla che identifica una delle tombe della Valle dei Re in Egitto; sconosciuto il titolare.
Scoperta e scavata nel 1901, per conto di Theodore Davis, da Howard Carter, questi dichiarò che la tomba conteneva, sotto il profilo egittologico e di studio, solo povere ed inutili cianfrusaglie. 
È costituita da un pozzo verticale profondo m. 5,50 al fondo del quale si apre una camera, chiusa con muro a secco, in cui Carter rinvenne tre sarcofagi affiancati, ricoperti da corone di fiori, e resti di altre mummie prive di sarcofago o suppellettili funerarie.
Benché la tomba presentasse caratteristiche tipiche della XVIII dinastia, I tre sarcofagi risultarono appartenere alla XXII e, segnatamente, a Tentkerer, Signora della Casa durante il regno di Osorkon I, ad una non meglio identificabile Heiufaa, e ad una non precisata cantante del tempio di Amon. 
La presenza di alcuni nidi di api nel soffitto della tomba, fece propendere per un lungo periodo di apertura della stessa.
Nel 1991-1992  la tomba venne nuovamente scavata da Donald P. Ryan che, tra i detriti segnalati da Carter, rinvenne le tracce di sette differenti corpi, tra cui tre bambini ed un infante di circa due anni, ed alcuni resti ceramici troppo piccoli per essere compiutamente analizzati.
Lo stesso Ryan avanzò l'ipotesi, data anche la vicinanza con la tomba di Yuya e Thuya, che potesse trattarsi della sepoltura prevista per Anen, figlio dei due occupanti la KV46, e fratello della regina Tye, grande sposa reale del faraone Amenhotep III e madre di Amenhotep IV/Akhenaton. 
Non esistono prove che valgano a suffragare tale ipotesi ed Anen ha una sua propria sepoltura nella tomba TT120 della necropoli di Sheikh Abd el-Qurna.

### Esplicative
1. ↑  Le tombe vennero classificate nel 1827, dalla numero 1 alla 22, da John Gardner Wilkinson in ordine geografico. Dalla numero 23 la numerazione segue l’ordine di scoperta.
2. ↑  Donald P. Ryan (1957), egittologo statunitense, membro della Divisione Umanistica della Pacific Lutheran University.

### Bibliografiche
1. ↑  Nicholas Reeves e Richard Wilkinson, The complete valley of the Kings, New York, Thames & Hudson, 2000, p. 184.
2. 1 2  Theban Mapping Project
3. ↑  Reeves e Wilkinson (2000), p. 184.